# بوال ليلي
بُوالٌ لَيلِيّ أو تَبَوُّلٌ لَيْلِيّ مُتكرِّر (بالإنجليزية: Nocturia) (مُشتقَّة من الكلمة اللاتينية nox، وتعني لَيْل، والكلمة اليونانية τα] ούρα]، وتعني بول)، يتم تعريفه من قِبَل جمعية الحصر الدولية (ICS) بأنها «شكوى الفرد بضرورة استيقاظه ليلًا مرة أو أكثر للتبول». هناك أسباب متنوعة، ويصعب تحديدها في كثير من المرضى.
يتطلب تشخيص البوال الليلي معرفة حجم البول الليلي للمريض. تُعرِّف جمعية الحصر الدولية حجم البول الليلي على أنه «الحجم الكُلِّي للبول الذي يتم إفراغه بين الوقت الذي يذهب فيه الفرد إلى الفراش بهدف النوم ووقت الاستيقاظ». وهكذا، يستثني حجم البول الليلي للمريض الإفراغ الأخير قبل الذهاب إلى السرير، ولكنه يشمل الإفراغ الأول صباح اليوم التالي إذا كان استيقاظ المريض بسبب الرغبة في التبول. على الرغم من عدم حاجة معظم المرضى للعلاج، إلا أن معظم الأشخاص يسعون لعلاج التبول الليلي الشديد، أي الاستيقاظ من أجل التبول أكثر من 2-3 مرات في الليلة الواحدة. وفي التشخيص يتم اعتبار أيضًا كمية النوم التي يحصل عليها المريض، وكمية النوم التي نوى الحصول عليها.

## الأسباب
السببان الرئيسيان للبوال الليلي هما اختلال الهرمونات والمشاكل المثانية، كما أنه مرتبط ببيولوجيا النظم اليوماوي.
اثنان من الهرمونات الرئيسية التي تنظم مستوى المياه في الجسم هما أرجينين فازوبريسين (AVP) والهرمون الأذيني المُدرّ للصوديوم (ANH). أرجينين فازوبريسين هو هرمون مضاد للإدرار يتم إنتاجه في منطقة تحت المهاد ويُخَزَّن ويُفرَز من الغدة النخامية الخلفية. يعمل على زيادة امتصاص الماء في أنظمة القنوات الجامعة في كُلْيونات (نفرونات) الكلى، وبالتالي خفض إنتاج البول. يتم استخدامه لتنظيم مستويات التمييه في الجسم. من ناحية أخرى، يُفرَز الهرمون الأذيني المُدرّ للصوديوم من خلايا عضلة القلب استجابةً لارتفاع حجم الدم. وعند تنشيطه، يُزيد من إنتاج البول.
هناك أربعة أسباب رئيسية وراء البوال الليلي: البوال المستمر والبوال الليلي واضطرابات تخزين المثانة (مشكلة مثانية) أو سبب مختلط. ويعود أول سببين إلى مستويات غير منتظمة من الأرجينين فازوبريسين أو الهرمون الأذيني المُدرّ للصوديوم.

### البوال المستمر
البوال المستمر هو الإفراط المستمر في إنتاج البول الذي لا يقتصر فقط على ساعات النوم. ويحدث ذلك استجابةً لزيادة تناول السوائل، ويُعرَّف على أنه زيادة كمية البول عن 40 مل / كغ / 24 ساعة. الأسباب الشائعة للبوال المستمر هي اضطرابات العطش الأولية مثل مرض السكري ومرض السكري الكاذب. فقد يؤدي اختلال التبول إلى عُطَاش أو العطش المفرط لمنع انهيار الدورة الدموية. يحدث السكري الكاذب المركزي نتيجة انخفاض مستويات الأرجينين فازوبريسين الذي يساعد على تنظيم مستويات المياه. وفي السكري الكاذب كلويّ المنشأ، لا تستجيب الكلى بشكل صحيح للكمية الطبيعية من أرجينين فازوبريسين. يمكن تشخيص السكري الكاذب من خلال اختبار الحرمان من المياه بين عشية وضحاها. يتطلب هذا الاختبار من المريض التوقف عن تناول السوائل لفترة محددة من الزمن، عادةً حوالي 8-12 ساعة. إذا كان الإفراغ صباح اليوم الأول ليس مركزًا للغاية، يتم تشخيص المريض بمرض السكري الكاذب (البوالة التفهة). ويمكن علاج السكري الكاذب المركزي بالاستبدال الاصطناعي لأرجينين فازوبريسين، ويُدعَى دزموبريسين. يُؤخذ دزموبريسين للسيطرة على العطش وكثرة التبول. وعلى الرغم من أنه لا يوجد بديل للسكري الكاذب كلويّ المنشأ، لكن قد يُعَالَج بالتنظيم الدقيق لتناول السوائل.

### بوال ليلي
يتم تعريف البوال الليلي على أنه زيادة إنتاج البول خلال الليل ولكن مع انخفاض نسبي في إنتاج البول خلال النهار مما يؤدي إلى حجم بول طبيعي على مدار 24 ساعة. مع إنتاج البول على مدار 24 ساعة ضمن الحدود العادية، يمكن تعريف البوال الليلي بوجود مؤشر بوال ليلي (NPi) أكبر من 35٪ من حجم البول العادي على مدار 24 ساعة. يُحسب هذا المؤشر ببساطة عن طريق قسمة حجم البول الليلي على حجم البول على مدار 24 ساعة. يُعدّ اضطراب مستويات الأرجينين فاسوبريسين مسؤولًا عن البوال الليلي. فمقارنةً بالمرضى العاديين، المرضى الذين يعانون من التبول الليلي لديهم انخفاض ليلي في مستوى أرجينين فازوبريسين. وتشمل الأسباب الأخرى للبوال الليلي: الأمراض مثل قصور القلب الاحتقاني والمتلازمة الكلوية وفشل الكبد، أو أنماط الحياة مثل الإفراط في الشرب ليلا. قد تؤدي مقاومة الهواء المتزايدة المرتبطة بانقطاع النفس النومي الانسدادي أيضًا إلى بوال ليلي. فقد أظهرت أعراض انقطاع النفس النومي الانسدادي زيادة في الصوديوم الكلوي وإفراز المياه، عن طريق زيادة مستويات الهرمون الأذيني المُدرّ للصوديوم في البلازما.

### تخزين المثانة
اضطراب تخزين المثانة هو أي عامل يزيد من وتيرة الإفراغات صغيرة الحجم. وعادةً ما ترتبط هذه العوامل بأعراض عدوى المسالك البولية السفلية التي تؤثر على سعة المثانة. يتم تعريف سعة المثانة الليلية على أنها أكبر حجم من البول تم إفراغه خلال فترة النوم. ويمكن أن يعزى انخفاضها إلى انخفاض الحد الأقصى لحجم البول المُفرَغ أو انخفاض تخزين المثانة. كما يمكن أن يكون ذا صلة باضطرابات أخرى مثل انسداد البروستاتا والمثانة العصبية، والاختلال الوظيفي واضطرابات القلق أو بعض الأدوية.

### سبب مختلط
يحدث عدد كبير من حالات البوال الليلي نتيجة مجموعة مختلطة من الأسباب، وهو الأكثر شيوعًا. وفي دراسة أُجريت على 194 مريضًا بالبوال الليلي، تم تحديد 7٪ منهم بالبوال الليلي البسيط، و57٪ منهم بانخفاض سعة المثانة الليلية، و36٪ كان لهم سبب مختلط للإثنين. البوال الليلي متعدد العوامل، وغالبًا لا يكون هناك علاقة بحالة المسالك البولية. يتم تشخيص البوال الليلي متعدد الأسباب من خلال تحليل الإنتاج اليومي لمثانة المريض.

## التشخيص
كما هو الحال مع أي مريض، مطلوب تاريخ مفصل من المشكلة لتحديد ما هو طبيعي للمريض وما هو ليس كذلك. ويكون التشخيص الرئيسي للبوال الليلي عن طريق تسجيل يومي لإفراغ المثانة. واستنادًا إلى المعلومات المسجلة في اليوميات، يمكن للطبيب تصنيف المريض على أنه بوال أو بوال ليلي أو مشاكل تخزين المثانة. يجب تسجيل توقيت الإفراغات وعدد الإفراغات وحجم البول المُفرَغ في اليوميات. وينبغي أيضًا تسجيل حجم تناول السوائل ووقت تناولها. يجب على المرضى حساب إفراغ صباح اليوم الأول في حجم البول الليلي.

## العلاج

### تغيير نمط الحياة
على الرغم من أنه لا يوجد علاج للبال الليلي، هناك العديد من الإجراءات التي يمكن أن يتخذها الناس لعلاج أعراضهم. فقد ساعد منع بعض الأفراد من تناول الكافيين والكحول. يمكن ارتداء جوارب الضغط خلال اليوم لمنع السوائل من التراكم في الساقين، إلا إذا كان هناك قصور في القلب أو موانع أخرى موجودة. ويجب على المرض نتييجة أسباب متعددة عدم تناول أي سوائل قبل ساعات النوم، والذي يساعد بشكل خاص الأشخاص الذين يعانون من سلس البول. ومع ذلك، أظهرت دراسة أن ذلك يقلل الإفراغ في الليل بنسبة صغيرة فقط وليس مثاليًا لعلاج البوال الليلي في كبار السن. بالنسبة للأشخاص الذين يعانون من تكرر التبول الليلي، لا يساعد هذا الإجراء على الإطلاق بسبب مستويات أرجينين فازوبريسين غير النظامية وعدم القدرة على الاستجابة مع تثبيط زيادة الإفراغ.

### الجراحة
إذا كان سبب البوال الليلي مرتبطًا بانسداد البروستاتا أو المثانة مفرطة النشاط، يمكن البحث عن الإجراءات الجراحية. فيمكن أن يساعد استئصال البروستاتا بطريق الإحليل والتصحيح الجراحي لهبوط أعضاء الحوض، وتحفيز العصب العجزي. رأب المثانة واستئصال العضلة الدافعة للبول هما خياران من خيارات العلاج ويمكنهما أن يساعدا على التخفيف من أعراض البوال الليلي.

### الأدوية
يفيد دزموبريسين في البالغين المصابين بمشاكل التبول ليلا. لكن له تأثير سلبي هو نقص صوديوم الدم التخفيفي. لذا فاستخدام هذا العلاج في المرضى الأكبر سنًا والأشخاص المعرضين لخطر نقص صوديوم الدم يعني الحاجة إلى مراقبة تركيز الصوديوم في الدم لأن هناك مخاطر شديدة إذا انخفض التركيز.
تشمل الأدوية الأخرى التي غالبًا ما تُستخدم لعلاج التبول الليلي: أوكسيبوتينين، تولتيرودين، سوليفيناسين، وغيرها من مضادات المُسْكارين. وتستخدم هذه الأدوية بشكل خاص في المرضى الذين يعانون من التبول اللاإرادي بسبب المثانة مفرطة النشاط وسلس إلحاح البول لأنها تساعد على انقباض المثانة.

## التأثير
على الرغم من أن البوال الليلي معروف بنسبة ضئيلة بين عامة الناس، إلا أن بعض الأبحاث تشير إلى أن أكثر من 60٪ من الناس يتأثرون سلبًا به. يمكن أن يسبب الأرق الناتج والحرمان من النوم إرهاقًا والتغيرات المزاجية والنعاس وضعف الإنتاجية والتعب وزيادة خطر الحوادث والخلل المعرفي. تحدث 25٪ من حوادث السقوط التي يتعرض لها كبار السن خلال الليل، منها 25٪ تحدث أثناء الاستيقاظ بهدف الإفراغ. وبالإضافة إلى ذلك، قد يؤدي البوال الليلي أيضًا إلى زيادة خطر الاعتلال.
تم نشر اختبار جودة الحياة للأشخاص الذين يعانون من البوال الليلي في عام 2004. أجريت الدراسة التجريبية فقط على الرجال.

## مدى الانتشار
تشير الدراسات إلى أن 5-15٪ من الناس الذين تتراوح أعمارهم بين 20-50 سنة، و20-30٪ من الناس الذين تتراوح أعمارهم بين 50-70 سنة، و10-50٪ من الناس فوق 70 سنة، يقومون بالتبول مرتين على الأقل في الليل. يُصبح البوال الليلي أكثر شيوعًا مع التقدم في السن. وأكثر من 50 في المائة من الرجال والنساء الذين تزيد أعمارهم على 60 عامًا يعانون من البوال الليلي في العديد من المجتمعات. وتزداد أعراض التبول سوءًا في كثير من الأحيان أيضًا مع التقدم في السن. على الرغم من أن معدلات التبول الليلي متساوية تقريبًا بالنسبة لكلا الجنسين، تشير البيانات إلى أن هناك انتشارًا أعلى بين النساء الأصغر سنًا من الرجال الأصغر سنًا، وبين الرجال الأكبر سنًا من النساء الأكبر سنًا.

## روابط خارجية
- Bergen Urological
- http://nocturia.elsevierresource.com/
- Nocturia Resource Centre", linked to the journal European Urology , has been providing a continuous update on nocturia, causes, consequences and clinical approaches.